# Albania na Mistrzostwach Świata w Lekkoatletyce 2009
Albania na Mistrzostwach Świata w Lekkoatletyce 2009 – reprezentacja Albanii podczas czempionatu w Berlinie liczyła tylko 1 członka. Zawodnik z tego kraju odpadł w eliminacjach swojej konkurencji.

## Występy reprezentantów Albanii

### Mężczyźni
- Pchnięcie kulą
  - Adriatik Hoxha z wynikiem 15.89 zajął 35. miejsce